# Ermita de Santa Bàrbara (Montcada)
L'ermita de Santa Bàrbara o Bàrbera és un temple catòlic situat al municipi de Montcada datat de finals del segle xvii. Està catalogada com a Bé de Rellevància Local segons la llei del Patrimoni Cultural Valencià, amb número d'anotació 46.171-9999-000003.
Es tracta d'una ermita d'estil renaixentista, on destaca la gran façana amb porxada de set arcs, a sobre de la qual s'alça un ampli frontó amb dos rellotges de sol. L'aspecte actual data de la reforma realitzada el 1832.